# بکی (فیلم)
بکی (به انگلیسی: Becky) یک فیلم اکشن و دلهره‌آور آمریکایی محصول سال ۲۰۲۰ به کارگردانی جاناتان میلوت و کری مرنیون براساس فیلم‌نامه‌ای از نیک موریس، لین اسکای و راکس اسکای با بازی لولو ویلسون، کوین جیمز، جوئل مک‌هیل و آماندا بروگل است.
بکی قرار بود اولین نمایش جهانی خود را در جشنواره فیلم ترایبکا در آوریل ۲۰۲۰ انجام دهد، اما جشنواره به دلیل همه‌گیری کووید ۱۹ به تعویق افتاد. در تاریخ ۵ ژوئن ۲۰۲۰ بر روی پلتفرم‌های دیجیتال درخواستی، ویدیویی و در سینماهای منتخب منتشر شد. این فیلم نقدهای متفاوتی از منتقدان دریافت کرد، اگرچه بسیاری از عملکرد ویلسون تمجید کردند. دنباله‌ای، بنام خشم بکی، در سال ۲۰۲۳ منتشر شد.

## داستان
بکی دختر سیزده ساله‌ای است که به تازگی مادرش را از دست داده و از مشکلات روحی و روانی رنج می‌برد. پدرش او را به خانه بیرون شهرشان می‌برد و در آنجا کیلا، دوست دختر پدرش، و پسرش هم به آنها می‌پیوندند. پدر بکی به او خبر می‌دهد که قصد ازدواج با کیلا را دارد. بکی ناراحت شده و از خانه خارج می‌شود. در همین حال چهار زندانی فراری به خانه آنها آمده و پدر و کیلا و پسرش را گروگان می‌گیرند. آنان خواهان یک کلید مرموزند. بکی کلید را پیدا کرده ولی آن را به زندانیان نمی‌دهد. آنان پدر بکی را شکنجه کرده و سپس می‌کشند. بکی که پدرش را از دست داده دچار خشمی بسیار شده و در صدد انتقام گرفتن برمی‌آید.

## گیشه
بکی در آخر هفته افتتاحیه خود از ۴۵ سینما ۲۰۵٫۷۹۷ دلار به دست آورد و در میان فیلم‌های گزارش شده در جایگاه دوم قرار گرفت. این فیلم در آخر هفته دوم خود از ۵۰ سالن سینما ۱۹۲٫۱۳۸ دلار به دست آورد.